# 生活扶助相当CPI
生活扶助相当CPI（せいかつふじょそうとうCPI）とは、2013年1月、厚生労働省が独自に作成し公開した消費者物価指数である。

## 概要
生活扶助相当CPI（せいかつふじょそうとうCPI）とは、2013年1月、厚生労働省が独自に作成し公開した消費者物価指数であり、2013年7月以後に執行された生活保護の生活扶助基準引き下げの根拠とされている。
公開直後より根拠と妥当性について疑義が持たれており、2013年から2014年にかけ、国会で福島みずほ・長妻昭・辰巳孝太郎による質疑が行われている。ジャーナリストの白井康彦は、2013年以後の著作・記事において、厚生労働省が生活扶助相当CPIを発表したことを物価偽装とした。経済学の秋津那美子も、おなじくこの問題を「生活保護問題対策全国会議」において批判的に検討していたが、2014年5月には独自のブログ上で批判論文を公表始めた。社会運動上の論考の形をとって始められたが、厚労省方式の誤りのメカニズムを理論的に詳細に分析する論文として提示しており、反論は今のところ出ていない。2014年、統計経済学者の上藤一郎は、論文において、これは統計の政治利用だと難じている。
なお、この厚労省作成の「生活扶助相当CPI」が妥当でない事について分析した論稿は他にもある。先行文献は秋津那美子に挙げられている。